# Apoplasme

Modèle de transport de l'eau et des solutés par la voie apoplastique et symplastique.

L'apoplasme désigne le continuum extracellulaire formé par les parois pectocellulosiques et les espaces vides entre les cellules végétales. L'eau et les solutés peuvent y naviguer par diffusion passive non sélective. Dans les racines, la voie symplasmique est rendue obligatoire, lors de la traversée de l'endoderme, pour permettre le passage de l'eau et des solutés de l'écorce vers le cylindre central où siègent les faisceaux conducteurs de sève, les cadres de Caspary des cellules de l'endoderme obstruant la voie apoplastique pour les Angiospermes Dicotylédones. Les cellules de l'endoderme étant épaissies en U pour les Angiospermes Monocotylédones, le passage se fait donc par voie symplasmique au travers de cellules non épaissies de l'endoderme, situées généralement en vis-à-vis des pôles des tissus conducteurs.